# Казанцева Тамара Тимофіївна
Тамара Тимофіївна Казанцева (8 травня 1934, Кривий Ріг — 2 лютого 2024) — радянський і російський учений, доктор геолого-мінералогічних наук (1985), професор, академік Академії наук Республіки Башкортостан (1991).

## Біографія
Казанцева Тамара Тимофіївна народилася 8 травня 1934 року в місті Кривий Ріг. У 1959 році закінчила Криворізький гірничорудний інститут, за фахом геолога.
Після закінчення інституту з 1959 по 1965 роки Казанцева працювала інженером-геологом комплексної геолого-розвідувальної експедиції Красноярського геологічного управління, потім начальником партії Стерлітамацької геолого-пошукової контори об'єднання «Башнефть» (1966—1975). З 1975 року працює в Інституті геології УНЦ РАН.

## Наукова діяльність
Область інтересів Казанцевої — геотектоніка, геологія. Їй вдалося обґрунтувати походження аллохтонності гіпербазитових масивів на Уралі, довести поліциклічність Уралу в палеозої.
Казанцева є автором нового наукового напрямку — «Структурний фактор в теоретичній геології». Методологія, запропонована нею дозволила реставрувати генезис найважливіших процесів формування земної кори на основі вивчення разнорангової геологічного речовини.
З пріоритетних наукових завдань, вирішених Казанцевою— відкриття законів геологічного розвитку:
- закон енергетичної забезпеченості основних геологічних процесів тектонічними силами;
- закон узгодженості еволюційної спрямованості геологічної речовини з напрямком знака тектонічного режиму;
- закон відповідності складу природних одиниць інтенсивності тектонічного режиму;
- закон парагенетичної компенсації у геологічних системах та інших.

Казанцева стала автором нового загальногеологічного навчання — шар'яжно-насувної теорії формування земної кори.
У 1985 році захистила докторську дисертацію. З 1991 року обрана академіком Академії наук Республіки Башкортостан.

## Звання та нагороди
Орден Дружби народів (1999), диплом і медаль Пошани ВДНГ СРСР за створення нової моделі геосинклінального процесу (1985).

## Праці
Тамара Казанцева — автор понад 350 наукових праць, у тому числі 18 монографій.
- Аллохтонные офиолиты Урала. М.: Наука, 1985.
- Аллохтонные структуры и формирование земной коры Урала. М.: Наука, 1987.
- Научные законы геологического развития. Уфа: Гилем, 2006.
- Казанцева Т. Т. Структурный фактор в теоретической геологии / Т. Т. Казанцева, Ю. В. Казанцев; Ин-т геологии Уфим.науч.центра РАН. — Уфа: Гилем, 2010. — 325 с.:ил. — Библиогр.: с.303-321.